# Bogusław Leszczyński (podkanclerzy koronny)

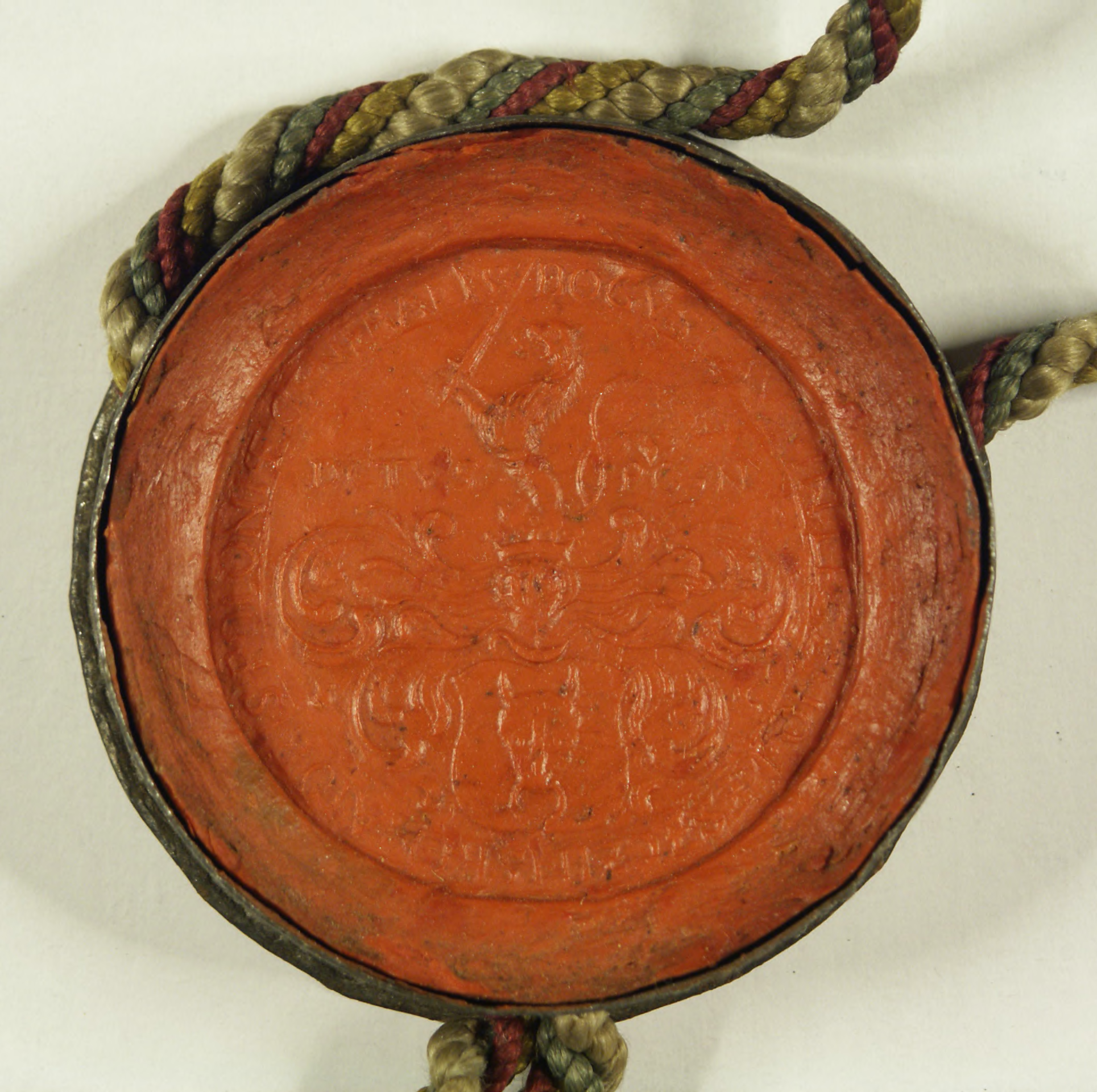
Pieczęć Bogusława Leszczyńskiego (ze zbiorów Archiwum Państwowego w Poznaniu)

Bogusław Leszczyński herbu Wieniawa (ur. ok. 1612 w Wiślicy, zm. 23 września 1659 w Warszawie) – polski magnat, w latach 1637–1650 poseł na sejm, trzykrotnie obierany marszałkiem Izby poselskiej (1641, 1648, 1649/1650), starosta generalny Wielkopolski od 1642, podskarbi wielki koronny od 1650, podkanclerzy koronny od 1658, starosta borzechowski w latach 1658–1659, starosta człuchowski w latach 1658–1659, starosta osiecki w 1653 roku, starosta ostrski w 1651 roku, starosta międzyrzecki w 1658 roku.
Syn wojewody bełskiego Rafała Leszczyńskiego i Anny Radzimińskiej. Ojciec podskarbiego wielkiego koronnego Rafała Leszczyńskiego, dziad króla polskiego Stanisława Leszczyńskiego.

## Życiorys

### Młodość i wykształcenie
Bogusław Leszczyński urodził się w Wiślicy jako trzeci syn Rafała Leszczyńskiego, wówczas kasztelana wiślickiego. Zarówno sam Bogusław, jak i jego bracia (starsi Andrzej i Rafał oraz młodszy Władysław) zostali wychowani w duchu protestanckim. Ich ojciec zwany był „papieżem kalwinów”, co oznaczało jego zaangażowanie w sprawy protestanckie, ale także oddawało autorytet, jakim się cieszył wśród dysydentów. Nie było to jednak określenie zbyt ścisłe, gdyż zarówno Rafał Leszczyński, jak i jego synowie nie przynależeli stricte do wyznawców kalwinizmu, ale do związanego z kalwinizmem Kościoła braci czeskich (Jednota Wielkopolska). Ojciec Bogusława postarał się również o humanistyczne i zarazem protestanckie wykształcenie swych synów. O ówczesnej rodzinie Leszczyńskich mówi się nieraz jako o „dynastii literackiej”, gdyż wydała kilku ludzi pióra. Choć sam Bogusław Leszczyński pisarstwem nigdy się nie zajął, to w życiu dorosłym był powszechnie podziwianym oratorem, cenionym za jasność wywodu i logiczność treści, co podkreślali współcześnie w swych opiniach nawet jego wrogowie. Na wykształcenie synów Rafała Leszczyńskiego miał wpływ znany uczony, pedagog i filozof o europejskiej renomie – Jan Ámos Komenský, który w Lesznie przebywał przez wiele lat, korzystając z ochrony i wsparcia ze strony rodziny Leszczyńskich. To dzięki jego wiedzy gimnazjum w Lesznie stało się wówczas znanym ośrodkiem myśli humanistycznej, gdzie zjeżdżała na nauki protestancka młodzież z różnych krajów, zwłaszcza z Czech. Był także Komenský – na osobiste życzenie swego protektora, Rafała Leszczyńskiego – wychowawcą jego synów. Jego relacje z Bogusławem musiały być dobre, skoro po śmierci ojca Bogusław odziedziczywszy Leszno przejął patronat nad tamtejszą szkołą i zapewnił dalszą opiekę uczonemu. Filozof odwdzięczył się byłemu uczniowi, dedykując mu drugie wydanie jednego ze swych najbardziej znanych dzieł, podręcznika do nauki języka łacińskiego Janua linguarum reserata.
Inną ważną postacią wśród otoczenia młodego Bogusława był Jan Jonston, przyrodoznawca, historyk, pedagog i przede wszystkim lekarz, który swą zawodową karierę zawdzięczał mecenatowi Leszczyńskich. Był Jonston uznanym uczonym, jakkolwiek zależny od wsparcia Leszczyńskich, nie był zbyt wymagającym nauczycielem. Jemu jednak zawdzięczał Bogusław Leszczyński bogate doświadczenia, jakie zebrał z podróży edukacyjnej po Europie. Odbył ją młody szlachcic w towarzystwie Jonstona w latach 1632–1636. Podobne podróże, zwane Grand Tour były w XVI–XVIII wieku modnym składnikiem edukacji młodych arystokratów, intelektualistów, a nieraz i synów władców. Nie inaczej było w przypadku Bogusława, który opuścił kraj na kilka lat także w celach edukacyjnych. W czasie tej podróży odwiedził Bogusław Francję, Anglię, Szkocję, Niderlandy i Italię. Edukacja tego typu miała zazwyczaj charakter dość powierzchowny, zwłaszcza, że młodzi arystokraci w jej trakcie często bardziej skupiali się na życiu towarzyskim niż na prawdziwych studiach. Bogusław wyciągnął jednak z tych wojaży spore umiejętności w dziedzinie ekonomii. Istotne w tej kwestii były jego studia na znanym wówczas uniwersytecie w Lejdzie i pobyt w Dordrechcie, gdzie zapoznał się z najnowocześniejszymi urządzeniami menniczymi i probierczymi, co miało stać się szczególnie przydatne przyszłemu podskarbiemu wielkiemu. Zresztą ten konkretnie kierunek nauki Bogusława został wskazany z wyraźnego polecenia jego ojca.
Zagraniczny pobyt Bogusława Leszczyńskiego został przerwany na wieść o śmierci Rafała Leszczyńskiego, która miała miejsce 29 marca 1636. Bogusław wrócił wówczas do kraju, by dopilnować spraw majątkowych, które komplikował podział licznych dóbr i długów między czterech synów zmarłego.

### Początki kariery politycznej (1637–1640)
Po powrocie do kraju Bogusław Leszczyński nie był już tylko szlacheckim synem, ale młodym i dobrze wykształconym magnatem – panem na Lesznie. Pochodził z silnej i wpływowej rodziny, sam jednak nie miał jeszcze żadnej pozycji politycznej, będąc dotychczas w cieniu ojca i najstarszego brata Andrzeja, który postawił już wówczas pierwsze kroki w polityce. Testament Rafała Leszczyńskiego faworyzował Bogusława, oddając mu najwięcej z ojcowskiego dziedzictwa, włącznie z rodowym Lesznem oraz majątkiem po matce – Radzyminem, mimo że Bogusław był dopiero trzecim w kolejności synem zmarłego. Wynikało to po części z nadziei, jakie pokładał w talentach Bogusława jego ojciec. Po części zaś z faktu, że najstarszy jego brat, Andrzej majątkowo był zabezpieczony dzięki wielkiemu posagowi swojej żony Anny, dziedziczki fortuny kniaziów Koreckich, co związało go z odległymi problemami Wołynia. Ambicje polityczne Bogusława kazały mu szukać dróg do pokazania się dworowi. Najskuteczniejszym ówcześnie środkiem do rozpoczęcia kariery politycznej w Rzeczypospolitej było zostanie posłem i wykazanie się podczas obrad sejmu walnego. Tu pomogła młodemu Leszczyńskiemu pozycja jego rodu w Wielkopolsce oraz fakt bycia dziedzicem na Lesznie, co w zasadzie predysponowało go do bycia przywódcą starszej linii Leszczyńskich. W pierwszej połowie XVII wieku oprócz w większości protestanckiej linii starszej, reprezentowanej m.in. przez Rafała Leszczyńskiego i jego synów, istniała również linia młodsza, głównie katolicka. Linia młodsza była wprawdzie znacznie uboższa, lecz jej przedstawiciele posiadali znaczne wpływy na dworze i kilku jej członków osiągnęło wysokie godności państwowe i kościelne.

#### Pierwsze doświadczenia parlamentarne
Bogusław po raz pierwszy został wybrany do izby poselskiej już w roku 1637. Za każdym razem posłował wybierany z sejmiku ziemskiego w Środzie, który reprezentując dwa główne województwa Wielkopolski: poznańskie i kaliskie, był jednym z najważniejszych w kraju. Na sejmiku średzkim Leszczyńscy rywalizowali o wpływy z fakcją Opalińskich, której przewodził wówczas nowo mianowany (1637) wojewoda poznański Krzysztof Opaliński. Ponieważ Opaliński w tym czasie stopniowo przechodził w szeregi antykrólewskiej opozycji, Bogusław zaczął być postrzegany na dworze jako potencjalny sojusznik w rozgrywkach tak personalnych (wybór posłów), jak i merytorycznych (treść instrukcji poselskich) podejmowanych na sejmiku ziemskim w Środzie. W trakcie batalii sejmikowych Bogusław nie miał okazji ścierać się z Krzysztofem Opalińskim bezpośrednio. Ten drugi bowiem, jako wojewoda poznański wchodził już wówczas w skład senatu. Pozwalało to Leszczyńskim nie raz na zdobycie przewagi nad zwolennikami Opalińskich, zwłaszcza że główny partner wojewody Opalińskiego, jego brat Łukasz Opaliński, stronił od zjazdów średzkich. Zresztą na pierwszym sejmie Bogusława Leszczyńskiego, w roku 1637, antagonizm z Krzysztofem Opalińskim jeszcze nie rozgorzał z wielką mocą. Bogusław jako sejmowy debiutant nie wyróżnił się wówczas szczególnie, choć został wybrany do dwóch komisji sejmowych: pierwszej w sprawie zapłaty wojsku i drugiej w sprawie uspokojenia dysydentów. Na sejmie tym posłowie wielkopolscy wystąpili z silną opozycją wobec planów królewskich, nie zgadzając się na zapłatę wojsku zaciągniętemu przez króla nielegalnie. Opozycji tej przewodził między innymi zarządca dóbr Bogusława Leszczyńskiego oraz jego polityczny sojusznik – Jan Jerzy Szlichtyng. Sam Bogusław starał się pozostać jednak w cieniu, zarówno ze względu na małe doświadczenie parlamentarne, jak i niechęć do zbyt pochopnego narażania się dworowi. Nie uniknął jednak wojewodzic bełski ataku na swą osobę gdy w trakcie obrad dotyczących skarg innowierców został oskarżony o łamanie prawa przez biskupa płockiego Stanisława Łubieńskiego. Biskup zarzucił Bogusławowi, że ten złamał prawa Mazowsza, budując w odziedziczonym po matce Radzyminie zbór kalwiński, podczas gdy w dzielnicy tej obowiązywał zakaz szerzenia protestantyzmu. Oskarżenie to nie pociągnęło jednak za sobą żadnych konsekwencji prawnych. Pierwszy sejm roku 1637 był jednym z najgorszych za panowania Władysława IV i po burzliwych obradach rozszedł się bez jakichkolwiek uchwał. Był jednak dla Bogusława ważnym krokiem w zdobywaniu politycznego doświadczenia.

#### Sejm roku 1638
Po raz drugi zasiadł Bogusław Leszczyński w izbie poselskiej w roku 1638. Był to sejm istotny dla dalszych stosunków między królem Władysławem IV a masami szlacheckimi. Król usiłował przeforsować na nim niezwykle doniosłe dla swej polityki projekty: nałożenie nowych podatków na wojsko i ustanowienie ceł gdańskich. Szlachtę natomiast absorbowały najbardziej sprawy ustanowienia elitarnej Kawalerii Orderu Niepokalanego Poczęcia oraz egzekwowanie publicznego czytania sprawozdań z obrad senatu. Był to też sejm niezwykle ważny dla Bogusława, który otrzymał wówczas szansę, by zaprezentować się szerzej zarówno szlacheckiej braci, jak i przede wszystkim dworowi. Na sejmie tym Leszczyński został członkiem dwóch ważnych dla króla komisji: powołanej przez marszałka Łukasza Opalińskiego 7 kwietnia komisji do spraw obrony oraz komisji w sprawie ceł gdańskich, której owocem była konstytucja Cła morskie. W komisji do spraw obrony Leszczyński – podobnie jak pozostali Wielkopolanie zaprezentował stanowisko pokojowe, choć nie przodował w krytyce planów królewskich. Natomiast w sprawie ceł morskich prawdopodobnie zaprezentował stanowisko zbieżne z królewskim, skoro Władysław IV jeszcze w tym samym roku zlecił Bogusławowi misję dyplomatyczną do Berlina, gdzie wojewodzic bełski miał przeprowadzić rokowania z elektorem w sprawie wprowadzenia ceł w portach Prus Książęcych. Misja ta była pierwszą poważną możliwością wykazania się Bogusława w oczach dworu i zakończyła się pełnym sukcesem. Jednak Bogusław na sejmie został zauważony przez dwór wcześniej, przy okazji sporu powstałego wokół sprawy czytania sprawozdań z obrad senatu. Obowiązek tworzenia i odczytywania w izbie poselskiej takich sprawozdań nakładały na senat konstytucje z lat 1607 i 1609, dotychczas jednak prawo to nie było respektowane. Jednak niepopularne posunięcia króla spowodowały reakcję szlachty, która chciała rozliczać senatorów z ich funkcji doradzania królowi. Stanowisko izby poselskiej w tej sprawie miał przedstawić osobiście Bogusław Leszczyński. Zaszczyt zaprezentowania królowi woli izby oraz sam fakt przemawiania przed królem był z jednej strony nobilitujący dla młodego i jeszcze niedoświadczonego polityka, z drugiej jednak wymagał wielkiej zręczności – jeśli Bogusław nie chciał się narazić ani dworowi ani pozostałym posłom i opinii szlacheckiej. Z zadania tego wywiązał się bardzo dobrze, układając mowę pełną szacunku dla królewskiego majestatu, a żądania izby poselskiej przedstawiając w formie oczywistych argumentów prawnych. Przy czym Bogusław nie zarzucił królowi wprost łamania konstytucji, a jedynie wyraził żal, że ustanowione przed laty prawo nie jest należycie respektowane. Ostatecznie dwór, mimo dość mętnej odpowiedzi kanclerza Ossolińskiego zdołał uniknąć spełnienia żądań szlachty.
Na swoim drugim w karierze sejmie Bogusław brał udział także w pracach komisji powołanej w sprawie rozgraniczenia województw wielkopolskich ze Śląskiem. Miało to dla właściciela Leszna duże znaczenie, jako że jego główny kompleks dóbr leżał właśnie na samej granicy wielkopolsko-śląskiej. Także na tym sejmie Bogusław Leszczyński wykazał się sporym zaangażowaniem w sprawach proceduralnych, gdy wszedł w spór z marszałkiem Łukaszem Opalińskim na temat ważności składania na sejmie protestów. Bogusław stał na stanowisku, że protesty takie można zgłaszać tylko i wyłącznie na końcowych, łączonych posiedzeniach izby poselskiej i senatu. Marszałek Opaliński uważał natomiast, że protestacje zgłaszane w trakcie układania konstytucji w samej izbie powinny być również brane pod uwagę. Sam spór nie został wówczas rozstrzygnięty, a i dziś ocena obydwu stanowisk jest trudna. Sam jednak fakt zaangażowania się Bogusława w tak ważnych kwestiach ustrojowych przyczyniła się do postrzegania go jako osoby o dużym doświadczeniu politycznym, co zaowocować miało wkrótce obraniem go na marszałka izby w trakcie jednego z kolejnych sejmów.

##### „Sprawa rakowska”
Sejmem roku 1638 wstrząsnęła tak zwana „sprawa rakowska”, czyli proces nad braćmi polskimi z Akademii Rakowskiej, którzy rzekomo mieli zbezcześcić przydrożny krzyż w Rakowie. Najwięcej kontrowersji nie wzbudziła wina sprawców, ale sposób przeprowadzenia procesu (tzw. proces sumaryczny) oraz wysokość kary. Szczególne oburzenie wywołało zastosowanie procesu sumarycznego wobec właściciela Rakowa, Jakuba Sienieńskiego. Uważano bowiem, że tego typu proces nie może być przeprowadzany przeciw szlachcicom. Najsilniejszy opór wobec sposobu przeprowadzenia sprawy stawiali posłowie wyznań niekatolickich, którzy obawiali się, że atak przeciwko braciom polskim rozpocznie proces odchodzenia od zasad pokoju między różnowiercami, wypracowanego na konfederacji warszawskiej, ale wciąż niebędącej wystarczająco umocowanej prawnie w systemie politycznym Rzeczypospolitej. Ich obawy zresztą były jak najbardziej uzasadnione, a sprawa rakowska stała się jednym z ważniejszych wydarzeń na drodze do odchodzenia od pokoju religijnego ustanowionego u zarania Rzeczypospolitej Obojga Narodów. W sprawę rakowską mocno zaangażował się również Bogusław Leszczyński, który słusznie wykazywał bezpodstawne zastosowanie uproszczonego procesu. Poparli go nie tylko posłowie protestanccy, ale również część katolików. Większość katolicka przeważyła jednak i przeprowadzony proces sumaryczny został uznany za legalny. Wówczas Bogusław pierwszy zrezygnował z oporu i przyjął wolę większości, z żądaniem jednak aby w przyszłości w podobnej sytuacji proces sumaryczny nie mógł zostać zastosowany wobec żadnego szlachcica. Pozostali protestanci poszli za zdaniem Leszczyńskiego i ten kompromisowy zapis został zatwierdzony przez izbę. W sprawie rakowskiej Bogusław ujawnił zarówno swe predyspozycje przywódcze, jak i niechęć „umierania za wiarę”, gdyż zrezygnował z własnych postulatów i obrony protestantów na rzecz nieangażowania się w spór mogący zagrozić jego własnej karierze politycznej. Krok ten stał w sprzeczności z praktyką stosowaną przez jego ojca i był jednym z pierwszych zwiastunów przyszłej konwersji Bogusława Leszczyńskiego na katolicyzm.

#### Ślub z Anną Denhoffówną
Rodzina Leszczyńskich wśród przodków Bogusława nie mogła się poszczycić szczególnie prestiżowymi mariażami o dużym znaczeniu politycznym, a małżeństwa w tej rodzinie zazwyczaj kojarzone były w ramach środowiska szlachty i magnaterii prowincjonalnej, wielkopolskiej. Jednak szybki awans polityczny i ekonomiczny rodziny Leszczyńskich jaki dało się zauważyć na początku XVII wieku umożliwił synom Rafała Leszczyńskiego na znacznie korzystniejsze koligacje z najważniejszymi rodami ówczesnej Rzeczypospolitej. Już ślub starszego brata Bogusława – Andrzeja Leszczyńskiego był wielkim sukcesem rodu, zwłaszcza na polu ekonomicznym – Anna Korecka była dziedziczką sporej fortuny. Natomiast wybór Bogusława padł na wojewodziankę sieradzką Annę Denhoffównę, córkę Kaspra Denhoffa. Ojciec Anny nie piastował wprawdzie żadnego wysokiego stanowiska ministerialnego, lecz jego wpływy na dworze najpierw Zygmunta III, a później Władysława IV były znaczne. Umożliwiło mu to zdobycie majątku i cennych koneksji politycznych, z których najważniejsze wynikały z jego małżeństwa z Anną Aleksandrą Koniecpolską, siostrą hetmana wielkiego koronnego Stanisława Koniecpolskiego. Małżeństwo z Anną Denhoffówną było więc dla Bogusława ważne przede wszystkim z powodów politycznych. Posag Anny, choć znaczny, bo wynoszący sto tysięcy złotych, nie mógł imponować znacznie zamożniejszemu od Denhoffów Leszczyńskiemu. Jednak dzięki niemu uzyskał politycznych sprzymierzeńców wśród osób z najbliższych królowi kręgów dworskich i zbliżył się do ważnego stronnictwa hetmańskiego. Małżeństwo to było korzystne także dla rodziny Denhoffów. Kasper miał bowiem aż trzech synów i chcąc zadbać o ich karierę szukał koneksji wśród najważniejszych rodów Rzeczypospolitej, a za taki byli uważani Leszczyńscy. Obiekcje ojca panny młodej mogły dotyczyć tylko i wyłącznie wyznania przyszłego zięcia. Kasper Denhoff był bowiem jako neofita gorliwym katolikiem i wyznanie Bogusława było pewną przeszkodą. Być może zgadzając się na ślub wojewoda sieradzki mógł mieć już wówczas nadzieję na konwersję Bogusława na katolicyzm, która to istotnie nastąpiła w niecałe trzy lata po ślubie. Sam ślub odbył się 12 sierpnia 1638 roku w Kruszynie i stał się jednym z najważniejszych wydarzeń polityczno-towarzyskich swego czasu. Małżeństwo Anny i Bogusława było raczej udane – źródła nie podają żadnych kontrowersji pomiędzy małżonkami. Anna nie odegrała jednak żadnej widocznej roli w politycznych poczynaniach męża.

#### Sejm roku 1640
Kolejny sejm, w którym Bogusław miał wziąć udział także był pełen konfliktów, choć tym razem król postanowił nie wchodzić w otwartą konfrontację z opozycją szlachecką. Po porażkach na poprzednich sejmach w tym z roku 1640 nie pokładał specjalnych nadziei. Posłów najbardziej absorbowały na nim od samego początku sprawy wyznaniowe, których zarówno król, jak i Bogusław Leszczyński starali się unikać. Posłowie katoliccy żądali wówczas sądu nad protestantami, którzy dokonali antykatolickich rozruchów w Toruniu i Wilnie, ponadto posłowie z województw wschodnich podjęli sprawy uregulowania stosunków między unitami a dyzunitami. Bogusław nie angażował się w meritum tych sporów religijnych. Sprzeciwił się jedynie sądzeniu protestantów w procesie sumarycznym powołując się na konstytucję przyjętą przez sejm w 1638 zakazującą tego typu procesów przeciw szlachcie. Konstytucję tę sam zresztą wówczas zaproponował. Natomiast w sprawie unitów i dyzunitów żądał powołania do tych spraw oddzielnej komisji i zdjęcia jej z obrad plenarnych. Jego twarda w tym względzie postawa spowodowała zatarg z Adamem Kisielem, który blokował obrady żądając spełnienia swych postulatów. Ostatecznie stanowisko Leszczyńskiego przeważyło i powołano oddzielną komisję.
Obok spraw wyznaniowych posłowie musieli zająć się palącymi sprawami skarbowymi. Ponieważ na poprzednich sejmach król nie zdołał przekonać posłów o konieczności utrzymywania powiększonych zaciągów skarb miał poważne zaległości w wypłacie żołdu. Władysław IV, który zaciągał żołnierzy planując wplątanie Rzeczypospolitej w wojnę (albo przeciw Szwecji, albo przeciw Turcji), popadał na tym tle w ciągłe zatargi z izbą poselską. Szlachta nie tylko nie zamierzała uchwalać podatków na wojnę zaczepną, ale nawet żądania króla odnośnie do werbunków wojsk obronnych uważała za zbyt wygórowane. Ponieważ jednak zaciągi były przeprowadzane, a skarb wciąż świecił pustkami, krajowi groziły konfederacje wojskowe, które mogły zawiązać nieopłacone regimenty. Pod tym względem szczególnie opozycyjne wobec dworu były instrukcje posłów wybranych z sejmiku średzkiego, wśród których znajdował się Bogusław Leszczyński. Wielkopolanie żądali nie tylko ukrócenia procederu zastawiania przez króla jego dóbr stołowych, ale przede wszystkim przeciwstawiali się nałożeniu jakichkolwiek nowych obciążeń. Przy czym posłowie wielkopolscy żądali, by przed nałożeniem nowych podatków uskuteczniono zbiór dotychczas uchwalonych. Pretensje posłów tej prowincji były o tyle uzasadnione, że Wielkopolska wyróżniała się na tle innych wysoką ściągalnością podatków. Bogusław nie mógł oczywiście jawnie przeciwstawić się swym instrukcjom poselskim w tak ważnej kwestii, jednak starał się nie stać na czele krytyków polityki dworu. Już wówczas interesowały go jednak sprawy skarbowe: brał udział w pracach komisji do sprawy sfinansowania artylerii. Komisja ta była jedyną na tym sejmie, która wypracowała konkretne i realne projekty. Niestety sejm ich nie przyjął wobec oporu posłów litewskich. Sprawa naprawy funkcjonowania skarbu i jego kontrola przez sejm nie została pomyślnie zrealizowana na tym sejmie także z prozaicznej przyczyny nieobecności podskarbich w trakcie obrad. Posłowie uznawali to za pretekst do niezajmowania się tym problemem wobec niemożności uzyskania od podskarbich podstawowych informacji. Dla Leszczyńskiego była to ważna lekcja na przyszłość: gdy sam zostanie podskarbim, będzie brał czynny udział we wszystkich kolejnych sejmach (już jako senator), by sprawy podatków nie były odwlekane.
O ile w sprawach skarbowych Bogusław musiał lawirować między postulatami szlachty – swych wyborców a życzeniami króla, to w jednym punkcie definitywnie złamał średzkie instrukcje poselskie. Mianowicie w sprawie mianowania królewicza Karola Ferdynanda biskupem płockim Leszczyński poparł otwarcie króla. Życzenie Władysława IV nie zostało wprawdzie spełnione wobec oporu pozostałych posłów średzkich, a także reprezentantów sejmiku sieradzkiego i przemyskiego, jednak gest uczyniony przez Bogusława musiał być na dworze zauważony. Opłacał się on Bogusławowi tym bardziej, że szlachta wielkopolska nie miała z tego powodu do bełskiego wojewodzica żadnych pretensji i obrała go ponownie posłem w roku 1641. Był to sejm przełomowy dla kariery Bogusława Leszczyńskiego, ponieważ właśnie wówczas został po raz pierwszy obrany marszałkiem izby poselskiej, co uczyniło go politykiem o znaczeniu krajowym.

### Przywódca szlachty wielkopolskiej (1641-1648)
Obiór na marszałka poselskiego w 1641 rozpoczął nowy etap w karierze Bogusława Leszczyńskiego. Ta prestiżowa, choć nieuzbrojona wówczas w ważkie kompetencje funkcja, umożliwiła Leszczyńskiemu oddanie poważniejszych zasług dworowi, za co został wkrótce wynagrodzony niezwykle ważnym politycznie stanowiskiem wielkopolskiego starosty generalnego (1642). Nominację tę poprzedził – i znacznie przybliżył – akt konwersji Bogusława Leszczyńskiego na katolicyzm. Zmiana wyznania ułatwiła mu pokonanie głównego konkurenta do tego ważnego urzędu, którym był jego wielkopolski adwersarz Krzysztof Opaliński. Urząd wielkopolskiego starosty generalnego oddawał w ręce Leszczyńskiego istotne instrumenty umożliwiające mu budowanie własnego stronnictwa w tej prowincji, choć odsuwał go również od spraw warszawskich. Jako starosta generalny mógł Bogusław Leszczyński decydować między innymi o obsadzie licznych lokalnych urzędów ziemskich, czym mógł łatwo zjednywać kolejnych stronników. Dzięki temu stał się wówczas Bogusław liderem silnego, wielkopolskiego stronnictwa szlacheckiego, opozycyjnego do fakcji Opalińskich. Wojewoda poznański Krzysztof Opaliński zawiedziony wówczas pominięciem go w tej ważnej nominacji, zajął stanowisko zdecydowanie opozycyjne wobec dworu. Obóz Leszczyńskich stał natomiast na pozycjach mniej lub bardziej pro-królewskich, co korespondowało z dotychczasową strategią Bogusława, upatrującego szans na rozwój swej kariery w łaskach płynących od tronu. Ważną zaletą nowo nabytego przez Bogusława urzędu był fakt, że nie był on zaliczany do urzędów senatorskich. Tak więc o ile Krzysztof Opaliński jako wojewoda poznański nie brał bezpośredniego udziału w sejmikach średzkich i nie mógł zostać posłem, to Bogusław wciąż mógł budować swą pozycję polityczną zarówno na sejmikach, jak i na sejmie walnym. Leszczyński w pełni wykorzystał płynące z tego korzyści polityczne i w okresie tym dwukrotnie był obierany marszałkiem izby poselskiej (1648 i 1649). Dopiero nominacja na podskarbiego wielkiego koronnego (1650) zakończyła ten etap jego kariery politycznej, przesuwając punkt ciężkości zainteresowań politycznych Bogusława z rodzinnej Wielkopolski ku sprawom centralnym.

#### Marszałek na sejmie roku 1641

##### Kontrowersje wokół kandydatury Leszczyńskiego
Zasada alternaty przy wyborze marszałka izby poselskiej wymagała, by na sejmie roku 1641 marszałkiem obrany został poseł z Wielkopolski. Jan Stanisław Jabłonowski, marszałek poprzedniej sesji sejmowej zaproponował na to stanowisko właśnie Bogusława Leszczyńskiego, który choć nie ukończył jeszcze 30 lat, znany był już posłom ze swej aktywności na poprzednich sejmach. Przeciwko tej kandydaturze podniosły się jednak głosy sprzeciwu, jako że Bogusław był protestantem. Starosta sochaczewski Jan Oborski wyraził głośno wątpliwość: „Dissident może marszałkować?” Wybuchł wokół tej sprawy spór, który posłowie rozstrzygnęli jednak na korzyść Leszczyńskiego: skoro dysydent może zostać obrany posłem, to może być również marszałkiem. Chociaż ostatecznie uznano, że wyznanie nie może blokować drogi do funkcji marszałka, to sama dyskusja nad tym była dla Bogusława czytelnym znakiem panujących tendencji. Leszczyński, który kilka miesięcy później przeszedł na katolicyzm, musiał odebrać całą sprawę jako utwierdzenie go w powziętej w tym okresie decyzji o konwersji. Był zresztą Bogusław w roku 1641 ostatnim niekatolickim marszałkiem izby poselskiej w przedrozbiorowej Rzeczypospolitej.
Rozstrzygnięcie wątpliwości na tle wyznaniowym nowo obieranego marszałka nie zakończyło oporu przeciw kandydaturze Bogusława Leszczyńskiego. Zasada alternaty sejmowej oddawała na tym sejmie marszałkowanie w ręce reprezentanta prowincji wielkopolskiej, jednak nie było sprecyzowane z którego sejmiku miał pochodzić marszałek. O ile w przypadku marszałków obieranych z Małopolski czy Litwy zachodziła w tym względzie pewna rotacja (z uwzględnieniem jednak przewagi najważniejszych sejmików), o tyle w Wielkopolsce prawie zawsze marszałek reprezentował najsilniejszy politycznie sejmik średzki, skupiający dwa tzw. górne województwa tej prowincji: poznańskie i kaliskie. Nie podobało się to przedstawicielom pozostałych sejmików prowincji wielkopolskiej, zwłaszcza licznym reprezentantom drobnej szlachty mazowieckiej. Tu ponownie przeciw Leszczyńskiemu wystąpił Jan Oborski, żądając by tym razem marszałkiem został przedstawiciel Mazowsza, a konkretnie jego krewny – Hieronim Radziejowski. Izba odrzuciła jednak tę mazowiecką kandydaturę, przechylając się na rzecz młodego Leszczyńskiego, a Radziejowski „namówiony wstydem odstąpił”. Leszczyńskiemu zdecydowanie pomogło nazwisko i wpływy jego rodu w Wielkopolsce, natomiast sam spór z Radziejowskim miał przerodzić się w późniejszą rywalizację obydwu magnatów.
Obiór Bogusława na funkcję marszałka został dobrze przyjęty na dworze Władysława IV, gdzie spodziewano się, że nowy marszałek będzie sprzyjał planom królewskim.

##### Bogusław w roli marszałka
Obejmując funkcję marszałka izby poselskiej, musiał mieć Leszczyński świadomość, jak trudna rola przypadła mu w udziale, biorąc pod uwagę fakt, że brał on już wcześniej udział w dwóch zakończonych fiaskiem (bez ostatecznych uchwał) sejmach z lat 1637 i 1638. W pierwszej połowie XVII wieku sejm, który nie zdołał zakończyć swej pracy żadnymi konstytucjami, był wciąż uważany za rzecz niedopuszczalną, a znaczna część winy kładła się cieniem na osobie marszałkującej izbie poselskiej. Chcąc więc zabezpieczyć się przed ewentualnym potępieniem w razie niepowodzenia sejmu, Bogusław już w mowie inauguracyjnej zwrócił się do posłów w słowach, w których wyraził obawę, że posłowie w jego czasach na sejm przyjeżdżają na „przyjacielskie posiedzenia” zamiast na konstruktywne obrady. Mowa była przy tym ułożona tak, by nie urazić posłów przesadnym, mentorskim tonem, gdyż Leszczyński sam siebie ustawił w roli winnego, jako posła niedoszłych do końca sejmów z lat poprzednich. Podobny, asekurancki wobec możliwego fiaska obrad miała mowa powitalna na przybycie króla.
Ostrożna inauguracja w roli marszałka nie była jednak przejawem kapitulanckiej postawy Bogusława Leszczyńskiego, który doskonale znając przebieg nieudanych poprzednich sejmów, postanowił zapobiec powtórzeniu się sytuacji z ostatnich lat. Przede wszystkim zaproponował od razu opracowanie sposobu prowadzenia obrad sejmowych, wywołując dyskusję nad powracającym na kolejnych sejmach problemem ustanowienia regulaminu obrad izby poselskiej. I tym razem jednak opór posłów był nie do przezwyciężenia i regulaminu nie uchwalono. Jednak Bogusław nie zrezygnował z porządku w trakcie obrad i każdego dnia narzucał posłom zarówno tematykę, jak i sposób obradowania, co w pierwszej połowie sejmu przyniosło pozytywne rezultaty, później jednak spotkało się z nieprzezwyciężalnym oporem opozycji. Załamanie się porządku obrad w drugiej części sejmu doprowadziło Bogusława do zwątpienia w ostateczne powodzenie jego misji, mimo to sejm ten wyróżnił się pozytywnie na tle wcześniejszych co do liczby uchwalonych konstytucji. I choć nie uchwalono żadnych przełomowych aktów, to posłowie uniknęli kompromitacji w trakcie czytania konkluzji przed senatem i królem.

##### Leszczyński stronnikiem dworu
Największą ambicją Bogusława, jako marszałka izby poselskiej, było oddanie zauważalnych zasług dworowi, oraz wykazanie się przed królem przymiotami skutecznego polityka. Samo doprowadzenie obrad sejmu do szczęśliwego końca było sporym sukcesem. Także przeciągnięcie posłów z pozycji jawnie opozycyjnych, na prokrólewskie, bądź przynajmniej neutralne było dla Władysława IV ważne. Tym bardziej, że na poprzednich sejmach szlachta wielkopolska była planom królewskim szczególnie nieprzychylna. Wykazał się wówczas młody Leszczyński po raz pierwszy jako czołowy przywódca szlachty wielkopolskiej. Jednak z punktu widzenia dworu najistotniejszą sprawą załatwioną na tym sejmie okazało się rozwikłanie sporu między dworem a izbą poselską w sprawie czytania w tej drugiej protokołów z międzysejmowych obrad senatu. Spór ten paraliżował współpracę między senatem i izbą przez całe dotychczasowe panowanie Władysława IV a osiągnięty w tej sprawie kompromis był w dużej mierze zasługą marszałka. Na mocy zawartego porozumienia uznano konstytucję z 1607 roku (zmuszającą senatorów do odczytywania protokołów z międzysejmowych obrad) za ważną, ale zmieniono jej wykładnię. Odtąd miano odczytywać jedynie same uchwały senatu i podpisy poszczególnych senatorów pod nimi, natomiast same obrady i wyrażane na nich opinie senatorskie nie miały być ujawniane posłom. Był to spory sukces dworu, a nagrodą dla jego współtwórcy – Bogusława Leszczyńskiego – miało być stanowisko starosty generalnego wielkopolskiego, które otrzymał kilka miesięcy później z rąk Władysława IV.

#### Konwersja na katolicyzm
Zmiana wyznania przez Bogusława Leszczyńskiego jest jednym z najważniejszych momentów w jego życiorysie: decyzja o przejściu na katolicyzm była punktem zwrotnym w jego karierze i zdecydowała o jej rozwoju. Fakt zmiany wyznania w przypadku Bogusława nie świadczył jednak o głębokim zainteresowaniu sprawami religijnymi, ale raczej o pragmatycznym podejściu do spraw wyznaniowych na które wojewodzic bełski patrzył z punktu widzenia polityka. Nie oznacza to oczywiście braku religijności u Leszczyńskiego, dla którego – jako człowieka epoki baroku – była ona integralną częścią egzystencji. Nie jest znana dokładna data konwersji wojewodzica bełskiego, ani moment i dokładne motywy tej decyzji. Zmiana wyznania musiała nastąpić pod koniec 1641 lub na początku 1642 roku, gdyż na sejmie 1641 roku do końca sesji był marszałkiem innowiercą, a gdy w 1642 roku przyjmował nominację na starostę generalnego wielkopolskiego był już katolikiem. Sama decyzja zapadła zapewne wcześniej, a przyczyniły się do niej różne okoliczności. Te bezpośrednio dotyczące losów Bogusława to m.in. ślub z katoliczką czy kontrowersje wokół jego wyboru na marszałka izby poselskiej jako niekatolika. Związane z losem jego rodziny przykłady kariery ojca, który pozostawszy wiernym wyznawcą braci czeskich nie awansował ponad stanowisko wojewody bełskiego oraz kuzyna Wacława Leszczyńskiego, który po przejściu na katolicyzm doszedł do stanowiska kanclerza wielkiego koronnego, mogły mieć znaczący wpływ na postępowanie samego Bogusława. Na decyzję wojewodzica miały też zapewne tendencje widoczne w całej Rzeczypospolitej, gdzie Kościół katolicki po soborze trydenckim przeszedł do zdecydowanej ofensywy, wspierany polityką Zygmunta III i całego dworu.
Otrzymanie ważnego stanowiska państwowego, jakim było starostwo generalne wielkopolskie, było możliwe dopiero po konwersji Bogusława na katolicyzm. Sytuacja, w jakiej doszło do zmiany wyznania Leszczyńskiego, i jego szybka nominacja na starostę generalnego spowodowały, że niekiedy podejrzewano Bogusława o oportunizm. Sam Leszczyński był prawdopodobnie religijnie indyferentny. W rodzinnym Lesznie chronił kalwinistów, ale np. w majątku bratanka Samuela Leszczyńskiego – Baranowie Sandomierskim – zamknął zbór i szkołę, likwidując w ten sposób ważny ośrodek małopolskiego kalwinizmu. W liście napisanym już po konwersji do seniorów Jednoty Braci czeskich pisał, że choć nie może być ich owcą, to będzie chociaż psem owczarskim chroniącym ich owce.

#### Bogusław Leszczyński starostą generalnym

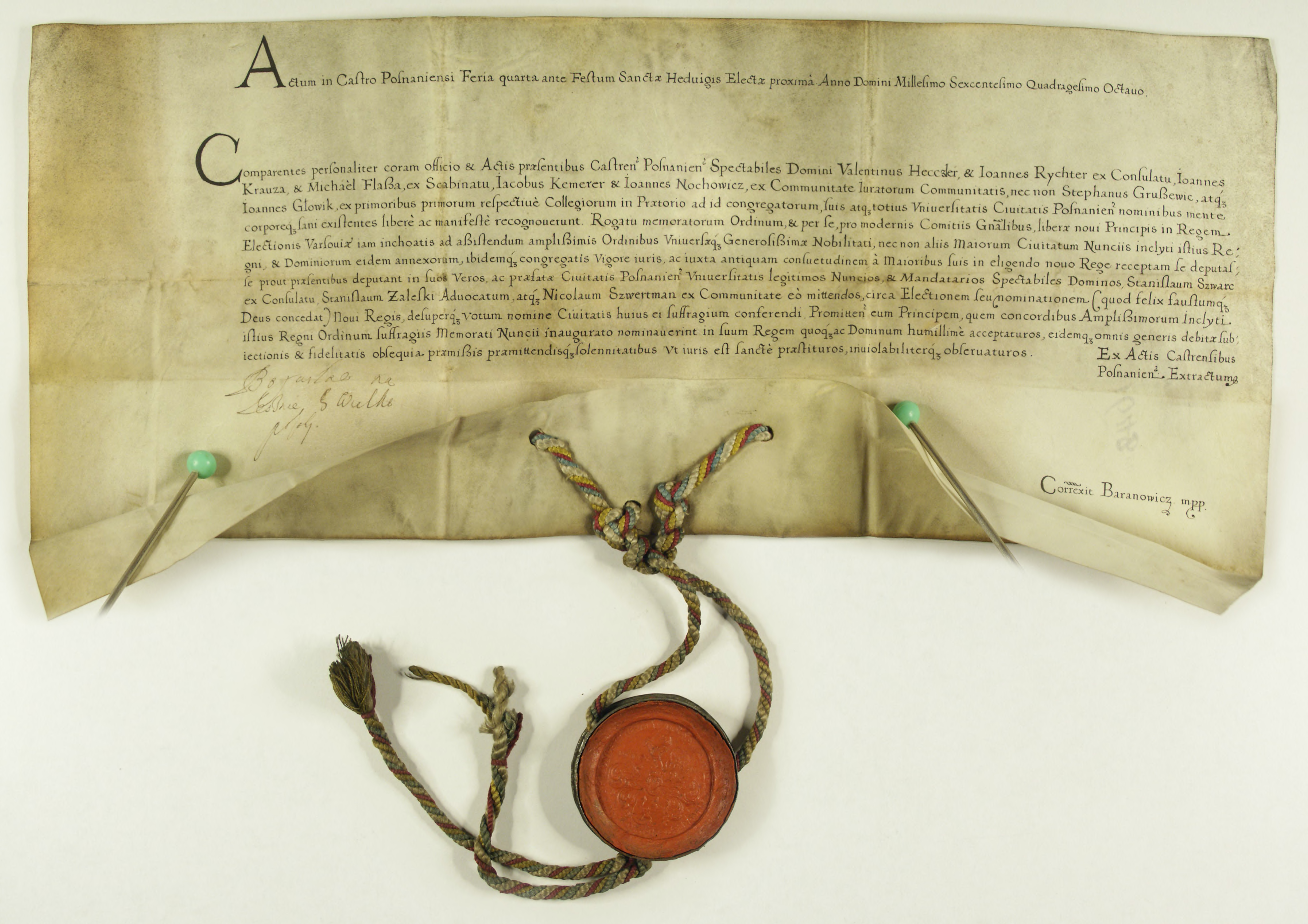
Bogusław Leszczyński starosta wielkopolski zaświadcza, że stawili się posłowie miasta Poznania na sejm elekcyjny (ze zbiorów Archiwum Państwowego w Poznaniu)

Z początkiem roku 1642 otrzymał Leszczyński swój pierwszy poważny urząd – starostwo generalne wielkopolskie. Nie był to wprawdzie urząd senatorski, ale spośród urzędów ziemskich był on jednym z najważniejszych w kraju i oddawał Bogusławowi istotną władzę w rodzinnej prowincji. Ponieważ jednak drugi pod względem znaczenia w Wielkopolsce urząd – wojewody poznańskiego – piastował wówczas oponent Leszczyńskiego i kontrkandydat do starostwa, Krzysztof Opaliński, to wkrótce doszło do ostrej rywalizacji między obydwoma magnatami. Opaliński starał się podważyć kompetencje nowego starosty i walczył z nim o poparcie wśród wielkopolskiej szlachty.

##### Spory kompetencyjne z Krzysztofem Opalińskim
Po raz pierwszy do starcia z Krzysztofem Opalińskim doszło w trakcie średzkiego sejmiku przedsejmowego 1643 roku, gdy rozgorzał spór o miejsce „ucierania” artykułów sejmikowych. Miejsce obrad miało spore znaczenie, gdyż gospodarz miał większy wpływ na redagowanie ostatecznej wersji tekstu. Tradycyjnie sejmikowe „ucieranie” odbywało się w gospodzie najznaczniejszego senatora obecnego na sejmiku. W Wielkopolsce jednak był pod tym względem wyjątek i tu przywilej ten nie należał do senatora, a właśnie do starosty generalnego. Wojewoda poznański, który był najwyższym senatorem Wielkopolski podważył ten zwyczaj w momencie nominacji Bogusława na tenże właśnie urząd starosty. Spór miał całkowicie personalny charakter, ale jego rozstrzygnięcie mogło mieć ważne znaczenie prestiżowe, co nie było bez znaczenia wobec zapatrywań dworu. Król potrzebował na prowincji nie tylko ślepo zaufanych stronników, ale przede wszystkim polityków skutecznych. Konflikt zakończył się ostatecznie kompromisem. Opaliński, który groził zerwaniem sejmiku ustąpił formalnie i obrady odbyć się miały w siedzibie starosty, jednak zagwarantował sobie jednocześnie, że podczas kolejnych sejmików „ucieranie” artykułów będzie się odbywać w „kole rycerskim” przy udziale wszystkich sejmikujących co odebrało staroście generalnemu przywilej bycia gospodarzem. Wynik sporu okazał się więc ostatecznie porażką Bogusława, mimo że utrącił pierwotny projekt wojewody poznańskiego poprzez przekupienie jego klientów.
Po raz kolejny do starcia z Opalińskim doszło w trakcie kryzysu jaki wywołała w Wielkopolsce polityka dworu w latach 1643–1644, której celem było sprowokowanie Szwecji do ataku na Rzeczpospolitą. Władysław IV postanowił doprowadzić do kryzysu dyplomatycznego przepuszczając walczące wówczas ze Szwecją wojska austriackie przez terytorium Wielkopolski i tym samym wciągnąć Polskę w wojnę trzydziestoletnią po stronie cesarza. Bogusław Leszczyński, realizując politykę króla wydał jako starosta generalny zgodę na przemarsz wojsk austriackich. Tymczasem jednak Krzysztof Opaliński, który został powiadomiony o zamiarach królewskich nie tylko nie poparł Władysława IV, ale wyjawił opinii szlacheckiej zamiary dworu i uwypuklił udział w nich nowego starosty generalnego. Oburzona szlachta, której majątki ucierpiały w trakcie przemarszu obcych wojsk zwróciła swój gniew przeciw Leszczyńskiemu. Bogusław musiał w 1644 roku bronić osobiście swych spraw w Trybunale Koronnym, a jednocześnie wykorzystując swe prerogatywy starosty generalnego zdołał zablokować publikację w Poznaniu uniwersału Opalińskiego potępiającego wpuszczenie wojsk austriackich w granice Rzeczypospolitej. Pozycję Leszczyńskiego uratowały uniwersały wydane w 1645 roku przez króla, w których nakazał on województwom wielkopolskim obmyślenie obrony granic. Wykorzystując ten fakt zwołał Bogusław w roku następnym „radę duchowną i rycerską” w Poznaniu, którą wojewoda poznański zbojkotował. Dzięki temu zdołał na niej Leszczyński uzyskać potwierdzenie swych wyłącznych prerogatyw w dziedzinie obronności prowincji i co ważniejsze, uzyskał kontrolę nad środkami na ten cel przeznaczonymi.

##### Sejm roku 1646 i jego konsekwencje
Ostatni za panowania Władysława IV sejm, był jedynym, na którym Bogusław Leszczyński stanął w jawnej i trwałej opozycji przeciw planom królewskim. Stało się tak z powodu bardzo niepopularnej, wręcz awanturniczej polityki króla, który prowadził nielegalne zaciągi wojska i chciał rozpętać wojnę z Turcją. Niepopularność polityki dworu stała się tak wielka, że Bogusław postanowił nie narażać swej reputacji u szlachty na rzecz sprawy skazanej na niepowodzenie. Leszczyńscy nie mieli zresztą żadnego interesu w popieraniu ekspansji na krańcach południowo-wschodnich Rzeczypospolitej. Dodatkowo od linii politycznej dworu odsunęła Bogusława śmierć hetmana wielkiego koronnego, Stanisława Koniecpolskiego, który popierając króla tylko w ograniczonym zakresie był jednocześnie stronnikiem Leszczyńskich od czasu ślubu Bogusława z Denhoffówną. Teraz pierwsze miejsce u boku Władysława IV pełnił niepodzielnie kanclerz Ossoliński, który popierał wojenne projekty Wazy, spierając się z podkanclerzym Andrzejem Leszczyńskim. Ten zaś z kolei współpracował ze swym wielkopolskim kuzynem: na sejmie 1646 roku Andrzej przewodził opozycji w senacie, a Bogusław w izbie poselskiej.
Jeszcze przed sejmikiem średzkim wielkopolanie wystosowali do króla i kanclerza Ossolińskiego ostre w tonie listy, oskarżając ich o chęć wywołania nielegalnej w Rzeczypospolitej wojny ofensywnej („bellum offensivum sine conssensu [Reipublicae]”). Na sejmiku zaś Wielkopolanie ustalili najbardziej nieprzejednane w całej Rzeczypospolitej stanowisko w swych instrukcjach poselskich, Bogusław nie mógł więc zignorować nastrojów szlachty. Instrukcje ukute na sejmiku średzkim nie pozostawiały żadnych wątpliwości: posłowie mogli zgodzić się na jakiekolwiek uchwały sejmowe tylko w przypadku wcześniejszej rezygnacji króla ze swoich planów wojennych. Wielkopolanie zwracali się również do prymasa i hetmanowica Stefana Potockiego o interwencję. Było to jawne zlekceważenie autorytetu monarchy. Uzupełnieniem uchwały sejmikowej było groźne w swej wymowie laudum, w którym wielkopolska szlachta zdecydowała powołać pod broń 3 tys. żołnierzy i zobowiązała starostę generalnego do wezwania w razie potrzeby pospolitego ruszenia. Uzasadnieniem tego kroku było oficjalnie głoszone przez dwór zagrożenie tureckie, jednak w praktyce nie było wątpliwości, że była to próba powstrzymania zagrożenia stwarzanego przez królewskie zaciągi. Kraj stanął wręcz na progu wojny domowej.
Bogusław Leszczyński jechał więc na sejm nie tylko związany instrukcjami poselskimi, ale również – jako starosta generalny – był potencjalnym wodzem opozycyjnego wojska, które mogło stanąć na czele antydworskiej rebelii. Wzmacniało to jego pozycję zarówno wobec dworu jak i wśród pozostałych opozycyjnych posłów. Bez znaczenia był przy tym fakt, że średzkie laudum prawdopodobnie łamało istniejący porządek prawny decydując w kwestii pospolitego ruszenia w miejscu sejmu walnego. Sejm rozpoczął się od oskarżeń pod adresem monarchy, którego nie bronili nawet senatorowie z Andrzejem Leszczyńskim na czele. Posłowie chcąc ustalić winnych za bezprawne zaciągi zażądali wspólnego posiedzenia senatu i izby poselskiej pod nieobecność monarchy (tzw. kolokwium absente rege). Wśród żądających zwołania kolokwium był również sam Bogusław Leszczyński, który stał się teraz jednym z najważniejszych posłów opozycji. Zdołał on jednak przeprowadzić w trakcie tego posiedzenia jak i w całym sejmie najważniejsze postulaty szlacheckie bez eskalowania konfliktu z dworem. Uzyskano więc zgodę na konstytucję sejmową likwidującą zaciągi wojska i pouczono senatorów za niedopełnienie obowiązków stróżów praw publicznych przy królu, ale jednocześnie udało się uniknąć zaatakowania króla osobiście i odebrania mu kolejnych uprawnień. Był to jeden z postulatów Leszczyńskiego, który w swych świetnie przygotowanych mowach wyrażał postulaty opozycji bez narażania autorytetu monarchy na szwank. Kilkukrotnie również dyscyplinował posłów w trakcie obrad krytykując ostro ich kłótliwość, a podczas ostatecznego formułowania konstytucji tuż przed ostatnim udaniem się posłów do króla Bogusław ostentacyjnie opuścił salę obrad protestując przeciw jałowym i kompromitującym izbę awanturom. Gest ten przyniósł oczekiwany skutek i posłowie w końcu ustalili porządek konstytucji. W trakcie tego sejmu udało się więc staroście generalnemu nie tylko zdobyć wielką popularność wśród szlachty (zwłaszcza wielkopolskiej), ale także uzyskać opinię polityka rozważnego i doskonałego mówcy. Dzięki temu pragmatyzmowi uzyskał w oczach dworu opinię człowieka pragmatycznego, a nie zacietrzewionego opozycjonisty. Miało to zaowocować już na początku panowania Jana Kazimierza.
Po zakończeniu sejmu, na terenie Wielkopolski starł się Bogusław Leszczyński ponownie z wojewodą poznańskim, tym razem w sprawie wykonania uchwał sejmowych 1646 roku. Uchwalono wówczas, że wszystkie zorganizowane przez króla oddziały wojskowe muszą zostać rozpędzone i powierzył to zadanie wojewodom. Jednak sytuacja w Wielkopolsce wyglądała pod tym względem szczególnie, gdyż była to jedyna prowincja w kraju, w której prerogatywy wojewody nakładały się na należące do starosty generalnego. Pojawił się więc ponownie ostry spór kompetencyjny między wojewodą poznańskim a starostą generalnym wielkopolskim. Tu właśnie wykorzystał Leszczyński swą przewagę – jako posła – nad Krzysztofem Opalińskim. Zyskał bowiem na forum sejmowym taką popularność za potępianie planów królewskich, że zdołał odsunąć Opalińskiego od wykonania uchwał sejmowych, dokonując reinterpretacji zalecenia. Powołał się przy tym na wykładnię prawną mówiącą, że starostowie są na swoim terenie nie tylko wykonawcami wyroków sądowych, ale odpowiadają również za egzekucję sejmowych konstytucji. Było to ważne zwycięstwo Bogusława nad jego oponentem politycznym w Wielkopolsce.

##### Śmierć Władysława IV
Piastowany przez Leszczyńskiego urząd starosty generalnego okazał się niezwykle istotny dla jego dalszej kariery w chwili śmierci króla Władysława IV (20 maja 1648). Ponieważ śmierć monarchy zbiegła się z bezprecedensowymi klęskami wojsk koronnych na Ukrainie, wywołało to popłoch i chaos w całej Rzeczypospolitej. Starosta generalny podjął więc szereg kroków mających zapewnić bezpieczeństwo i spokój w podległej mu prowincji. Już 28 maja wydał uniwersał nakazujący szlachcie pełną gotowość na wypadek zwołania pospolitego ruszenia. Zdobywając uznanie i zaufanie szlachty uzyskał Bogusław od sejmiku średzkiego nadzwyczajne uprawnienia na czas bezkrólewia: jako starosta objął dowództwo nad pospiesznie zbieranymi oddziałami, a także pełną kontrolę nad środkami finansowymi przeznaczonymi na zaciąg i opłacenie wojska. Ponadto otrzymał kontrolę nad działalnością sądów kapturowych, których wyroki musiały być od tej pory przez niego zatwierdzane. Był wówczas Leszczyński u szczytu swej popularności w Wielkopolsce. Wkrótce jednak wszedł w wir polityki ogólnokrajowej posłując do sejmów i zostając dwukrotnie marszałkiem izby poselskiej (1648 i 1649/1650), by ostatecznie w 1650 roku otrzymać swój pierwszy urząd senatorski. Był członkiem konfederacji generalnej zawiązanej 31 lipca 1648 roku. I choć starostą generalnym pozostał do swej śmierci w 1659 roku, to w latach późniejszych przywiązywał do obowiązków związanych z tą godnością znacznie mniej wagi, czego najjaskrawszym przykładem miało być jego zachowanie w trakcie szwedzkiego potopu.

### Na drodze ku władzy (1648-1650)
Jakkolwiek Bogusław Leszczyński doświadczył za Władysława IV wielu aktów łask dworu, to jego kariera w czasach panowania tego króla nie osiągnęła ogólnokrajowego rozmachu. Szansa ta pojawiła się dopiero wraz ze śmiercią schorowanego monarchy, gdy w czasie elekcji i inauguracji nowego panowania kształtowały się od nowa stronnictwa i polityka dworu. Od tego momentu zainteresowania Bogusława skupiły się na sprawach krajowych, zaś interesy wielkopolskie zeszły na nieco dalszy plan.

#### Przełom roku 1648
W historiografii polskiej rok 1648 często uznaje się za przełomowy, graniczny dla dwóch kolejnych epok. Oddziela on „srebrne” czasy panowania dwóch pierwszych Wazów od upadku państwa, wciągniętego w wir ciągłych wojen, zapoczątkowanych wraz wybuchem powstania Chmielnickiego. W roku tym nie tylko rozpoczął się ciąg konfliktów, które miały spustoszyć wszystkie bez wyjątku prowincje kraju, ale również doszło do zmiany panującego, co w elekcyjnej Rzeczypospolitej miało zawsze niebagatelne znaczenie.
Rok 1648 był także początkiem przełomu w karierze Bogusława Leszczyńskiego, który odnalazł wówczas miejsce wśród najważniejszych polityków w kraju. Stało się tak dzięki ponownemu wyborowi na marszałka izby poselskiej podczas sejmu konwokacyjnego oraz poparciu jakiego udzielił później Bogusław Janowi Kazimierzowi i królowej Ludwice Marii. Dzięki temu znalazł się wśród stronników pary królewskiej i już wkrótce miał otrzymać swe pierwsze stanowisko ministerialne, pozwalające mu wejść do realnej elity władzy.

##### Sejm konwokacyjny
Śmierć Władysława IV nastąpiła w momencie bardzo niedogodnym dla Rzeczypospolitej, gdy na wieść o klęskach wojsk koronnych w walce z rebelią kozacką w kraju wybuchła panika. Kanclerz Jerzy Ossoliński podczas tzw. zjazdu warszawskiego zaproponował by maksymalnie skrócić czas bezkrólewia i zwołać od razu sejm elekcyjny, jednak szlachta na sejmikach nie poparła tego projektu i wybrano ostatecznie posłów na sejm konwokacyjny. Bogusław Leszczyński stał wówczas u szczytu swej popularności wśród braci szlacheckiej po tym, jak stanął w „obronie złotej wolności” przeciw wojennym planom zmarłego króla. Zdołał więc na sejmiku średzkim przeprowadzić nie tylko swój wybór do izby poselskiej, ale także kilku swoich zwolenników, ponadto miał znaczący wpływ na treść instrukcji poselskich. Był elektorem Jana II Kazimierza Wazy z województwa poznańskiego w 1648 roku, podpisał jego pacta conventa.

### Dalsza kariera polityczna
Poseł na sejm koronacyjny 1649 roku z województw poznańskiego i kaliskiego. Poseł na sejm 1649/1650 roku z sejmiku średzkiego województw poznańskiego i kaliskiego. 12 stycznia 1650 został mianowany podskarbim wielkim koronnym przez króla Jana Kazimierza. Pełnił tę funkcję do 1658, kiedy awansował na podkanclerzego koronnego.
Po bitwie pod Żwańcem instrukcje poselskie żądały rozliczenia Leszczyńskiego z sum przeznaczonych na utrzymanie wojska.
W roku 1655, w obliczu potopu szwedzkiego wyznaczony przez Sejm na dowódcę obrony Wielkopolski, uchylił się od tej funkcji wyjeżdżając do Wrocławia. Na wieść o kapitulacji pod Ujściem powrócił prosząc nowych protektorów o bezpieczeństwo dla siebie i swoich posiadłości, powoływał się przy tym na swoją dezercję jako zasługę.
Do historii przeszły dokonywane przez niego malwersacje i przekupstwa. O opinii jaką miał u współczesnych świadczy zdanie przypisywane Leszczyńskiemu, który by uzyskać absolutorium od sejmu, miał przekupić wszystkich posłów w izbie, a usłyszawszy sprzeciw jednego zapytał: A który to tam taki syn, com mu nie dał?.